# 인천중산초등학교
인천중산초등학교(仁川中山初等學校)는 대한민국 인천광역시 중구에 있는 공립 초등학교이다.

## 연혁
- 2019년 3월 1일 : 개교